# إمارة الشبانات
إمارة الشبانات، هي إمارة صغيرة أسسها كروم الحاج الشباني تزامنا مع ضعف الدولة السعدية، حيثُ تعتبر الشبانات حيٌّ من قبائل بنو معقل العربية، كانت لهم مصاهرة مع الأشراف السعديين فكانوا أخوال العديد من سلاطين الدولة السعدية، وبعد هوانها وتقلص نطاق سلطتها قَوِيَت شَوْكَة الشبانيين خصوصا بعد موت محمد الشيخ الصغير وتولي أحمد العباس لزمام الأمور حيث غلظ أَمرهم عَلَيْهِ وضايقوه وحاصروه بمراكش عدة أشهر ثم قتلوه.

## تاريخ
بعد وفاة السلطان أحمد المنصور الذهبي السعدي سنة 1603م، انقسم المغرب إلى كيانات سياسية مُستقلة، برزت إمارات ومناطق نفوذ عديدة منها: إمارة المجاهد محمد العياشي، وحركة الخضر غيلان، الزاوية السملالية والدلائية بالإضافة إلى حركة أسرة الشبانات بمراكش، وغيرها من القوى المحلية المُستقلة. وقد كانت لهذه الانقسامات الداخلية آثار وخيمة على الدولة والمجتمع على حد سواء، بحيث كثرت الفتن والأهوال، وعمت الأزمة والخراب سائر القواعد والهياكل التي كان يرتكز عليها المغرب، هذا بالإضافة إلى خطر الاحتلال الأجنبي للسواحل المغربية.
قويت شوكة الشبانات، الذين يرجع أصلهم إلى عرب بني معقل، وَغلظ أَمرهم عَلَيْهِ فضايقوه وحاصروه بمراكش أشهرا، فأخذ برأي أمه فِي أَن يذهب إِلَيهم ويتقرب منهم ويزيل مَا فِي نفوسهم عليه فذهب إِلَيْهِم فقتلوه ودخلوا مراكش مُسْرِعين وَبَايَعُوا فِيهَا أميرهم كروم الحاج الشباني. اغتاله أخواله سنة 1069 هـ / 1658م وقيل 1065 هـ / 1654م رغبة في الملك« فاستمر استيلاء أخواله آل الشبانات على الأمر إلى غاية سنة 1079هـ حين دخلها مولاي رشيد العلوي.